# Montastruc (Lot-et-Garonne)
Pour les articles homonymes, voir Montastruc.
Montastruc est une commune du Sud-Ouest de la France, située dans le département de Lot-et-Garonne (région Nouvelle-Aquitaine).

## Géographie

### Localisation
Ancien château fort, Montastruc est une petite commune bordée par les petites vallées du Tolzac et du Tolzac de Verteuil à l'est et à l'ouest.
La commune est située sur les coteaux molassiques de la rive droite du Lot, au relief très marqué, ce que reflète le toponyme du village.
Montastruc est un village à vocation essentiellement agricole, céréales, vergers et élevage.

### Communes limitrophes
Les communes limitrophes sont Monbahus, Coulx, Monclar, Pinel-Hauterive, Tombebœuf et Villebramar.
| Villebramar | Monbahus   | Beaugas (par un quadripoint) |
| Tombebœuf   | Montastruc | Pinel-Hauterive              |
| Coulx       | Monclar    |                              |

### Climat
Pour des articles plus généraux, voir Climat de la Nouvelle-Aquitaine et Climat de Lot-et-Garonne.
Historiquement, la commune est exposée à un climat océanique aquitain.  
En 2020, Météo-France publie une typologie des climats de la France métropolitaine dans laquelle la commune est dans une zone de transition entre le climat océanique et le climat océanique altéré et est dans la région climatique Aquitaine, Gascogne, caractérisée par une pluviométrie abondante au printemps, modérée en automne, un faible ensoleillement au printemps, un été chaud (19,5 °C), des vents faibles, des brouillards fréquents en automne et en hiver et des orages fréquents en été (15 à 20 jours).
Pour la période 1971-2000, la température annuelle moyenne est de 12,9 °C, avec une amplitude thermique annuelle de 15,4 °C. Le cumul annuel moyen de précipitations est de 823 mm, avec 11,2 jours de précipitations en janvier et 6,7 jours en juillet. Pour la période 1991-2020, la température moyenne annuelle observée sur la station météorologique la plus proche, située sur la commune de Verteuil-d'Agenais à 9 km à vol d'oiseau, est de 13,8 °C et le cumul annuel moyen de précipitations est de 821,3 mm,. Pour l'avenir, les paramètres climatiques de la commune estimés pour 2050 selon différents scénarios d’émission de gaz à effet de serre sont consultables sur un site dédié publié par Météo-France en novembre 2022.

## Urbanisme

### Typologie
Au 1er janvier 2024, Montastruc est catégorisée commune rurale à habitat très dispersé, selon la nouvelle grille communale de densité à sept niveaux définie par l'Insee en 2022.
Elle est située hors unité urbaine et hors attraction des villes,.

### Occupation des sols

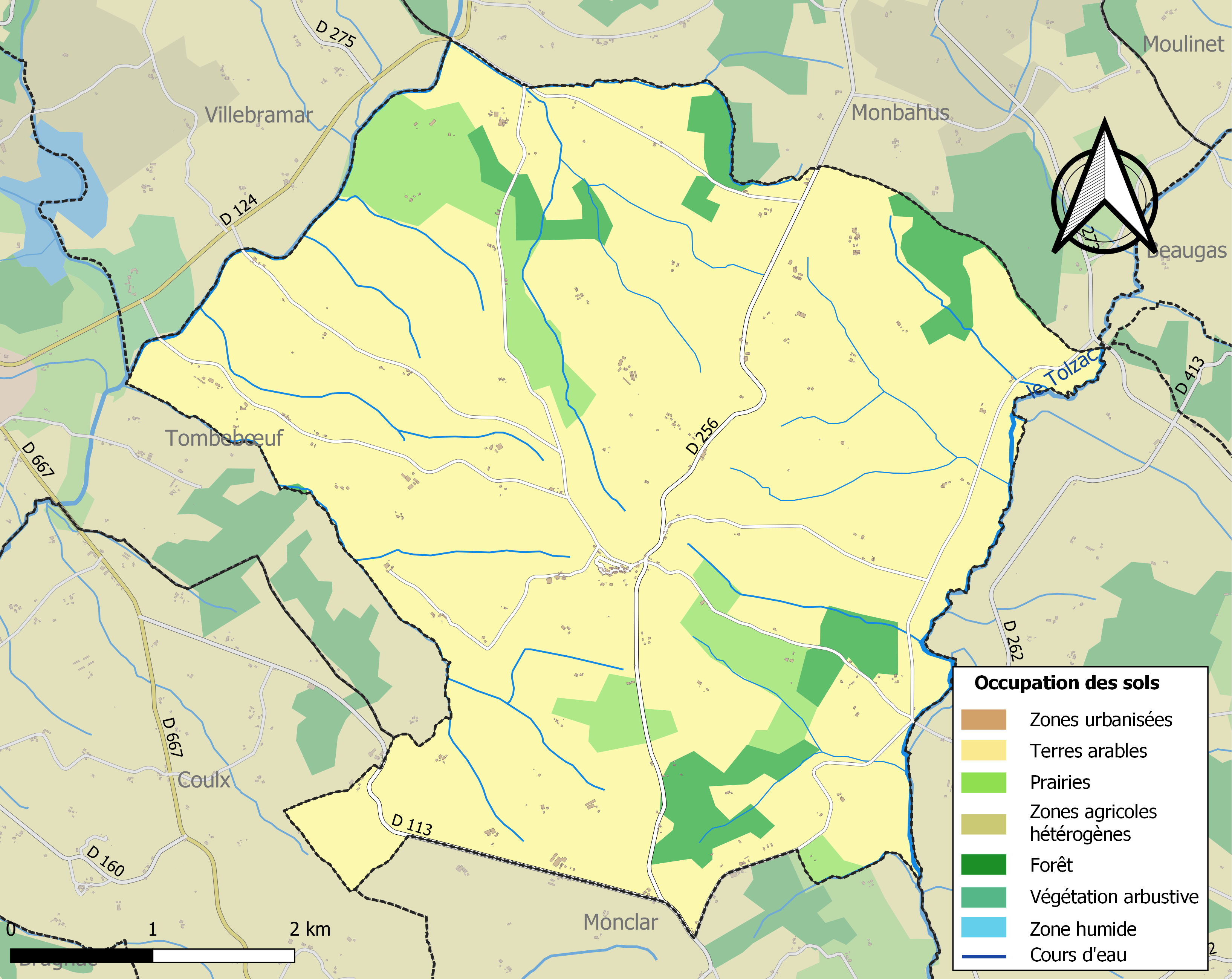
Carte des infrastructures et de l'occupation des sols de la commune en 2018 (CLC).

L'occupation des sols de la commune, telle qu'elle ressort de la base de données européenne d’occupation biophysique des sols Corine Land Cover (CLC), est marquée par l'importance des territoires agricoles (93,9 % en 2018), une proportion identique à celle de 1990 (93,9 %). La répartition détaillée en 2018 est la suivante : 
terres arables (86,2 %), prairies (7,7 %), forêts (6,1 %). L'évolution de l’occupation des sols de la commune et de ses infrastructures peut être observée sur les différentes représentations cartographiques du territoire : la carte de Cassini (XVIIIe siècle), la carte d'état-major (1820-1866) et les cartes ou photos aériennes de l'IGN pour la période actuelle (1950 à aujourd'hui).

### Risques majeurs
Le territoire de la commune de Montastruc est vulnérable à différents aléas naturels : météorologiques (tempête, orage, neige, grand froid, canicule ou sécheresse), inondations, mouvements de terrains et séisme (sismicité très faible). Un site publié par le BRGM permet d'évaluer simplement et rapidement les risques d'un bien localisé soit par son adresse soit par le numéro de sa parcelle.
Certaines parties du territoire communal sont susceptibles d’être affectées par le risque d’inondation par une crue à  débordement lent de cours d'eau, notamment le Tolzac et le Tolzac de Verteuil. La commune a été reconnue en état de catastrophe naturelle au titre des dommages causés par les inondations et coulées de boue survenues en 1982, 1993, 1999, 2006, 2009, 2013 et 2021,.
Les mouvements de terrains susceptibles de se produire sur la commune sont des affaissements et effondrements liés aux cavités souterraines (hors mines) et des tassements différentiels. Afin de mieux appréhender le risque d’affaissement de terrain, un inventaire national permet de localiser les éventuelles cavités souterraines sur la commune.

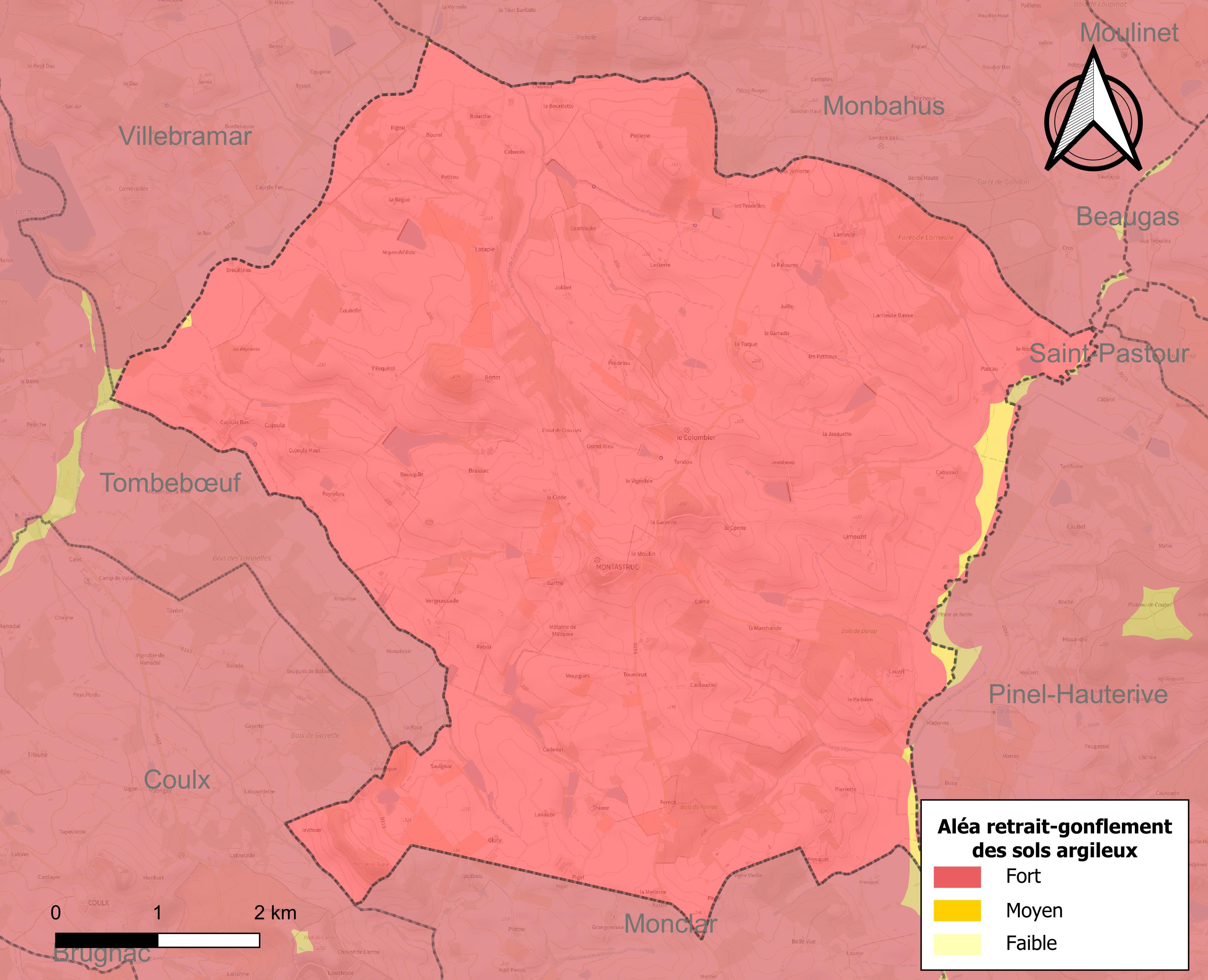
Carte des zones d'aléa retrait-gonflement des sols argileux de Montastruc.

Le retrait-gonflement des sols argileux est susceptible d'engendrer des dommages importants aux bâtiments en cas d’alternance de périodes de sécheresse et de pluie. La totalité de la commune est en aléa moyen ou fort (91,8 % au niveau départemental et 48,5 % au niveau national). Depuis le 1er octobre 2020, en application de la loi ELAN, différentes contraintes s'imposent aux vendeurs, maîtres d'ouvrages ou constructeurs de biens situés dans une zone classée en aléa moyen ou fort,.
Concernant les mouvements de terrains, la commune a été reconnue en état de catastrophe naturelle au titre des dommages causés par la sécheresse en 2003, 2011 et 2017 et par des mouvements de terrain en 1999.

## Histoire
Histoire de Montastruc en Lot-et-Garonne par Mme Antoinette Cambon.

## Politique et administration
| Période                                  | Période   | Identité        | Étiquette | Qualité |
| ---------------------------------------- | --------- | --------------- | --------- | ------- |
| avant 1981                               | ?         | Raymond Sigalas |           |         |
| mars 2001                                | mars 2014 | Clément Gleize  |           |         |
| 2014                                     | En cours  | Ric Martin      |           |         |
| Les données manquantes sont à compléter. |           |                 |           |         |

Depuis 2014: Ric MARTIN

## Démographie
L'évolution du nombre d'habitants est connue à travers les recensements de la population effectués dans la commune depuis 1793. Pour les communes de moins de 10 000 habitants, une enquête de recensement portant sur toute la population est réalisée tous les cinq ans, les populations de référence des années intermédiaires étant quant à elles estimées par interpolation ou extrapolation. Pour la commune, le premier recensement exhaustif entrant dans le cadre du nouveau dispositif a été réalisé en 2008.

En 2022, la commune comptait 233 habitants, en évolution de −16,19 % par rapport à 2016 (Lot-et-Garonne : −0,18 %, France hors Mayotte : +2,11 %).
| 1793 | 1800 | 1806  | 1821  | 1831  | 1836  | 1841  | 1846  | 1851  |
| ---- | ---- | ----- | ----- | ----- | ----- | ----- | ----- | ----- |
| 907  | 550  | 1 053 | 1 077 | 1 103 | 1 141 | 1 096 | 1 081 | 1 097 |

| 1856  | 1861 | 1866 | 1872 | 1876 | 1881 | 1886 | 1891  | 1896 |
| ----- | ---- | ---- | ---- | ---- | ---- | ---- | ----- | ---- |
| 1 010 | 972  | 965  | 900  | 903  | 858  | 795  | 1 467 | 690  |

| 1901 | 1906 | 1911 | 1921 | 1926 | 1931 | 1936 | 1946 | 1954 |
| ---- | ---- | ---- | ---- | ---- | ---- | ---- | ---- | ---- |
| 690  | 681  | 647  | 532  | 540  | 562  | 536  | 512  | 500  |

| 1962 | 1968 | 1975 | 1982 | 1990 | 1999 | 2006 | 2008 | 2013 |
| ---- | ---- | ---- | ---- | ---- | ---- | ---- | ---- | ---- |
| 464  | 431  | 381  | 357  | 309  | 276  | 279  | 279  | 287  |

| 2018 | 2022 | - | - | - | - | - | - | - |
| ---- | ---- | - | - | - | - | - | - | - |
| 251  | 233  | - | - | - | - | - | - | - |

## Lieux et monuments
- Douves du château de Saint-Léger.
- Chapiteaux sculptés de l'église Saint-Pierre-de-la-Croix (XIIe siècle - XIVe siècle).
- Ancienne église de Saint-Étienne de Périllac (XIVe siècle)[25].
- Église Notre-Dame de Montastruc. Elle est inscrite à l'Inventaire général du patrimoine culturel[26].
- Église Saint-Pierre-de-la-Croix de Montastruc. L'édifice a été inscrit au titre des monuments historiques en 1997[27].
- Église Saint-Pierre de Cabannes. L'édifice a été inscrit au titre des monuments historiques en 1997[28].

## Personnalités liées à la commune
- Roger Louret, directeur de compagnie, dramaturge, comédien, metteur en scène.
- Maurice Rajol.

## Divers
Gîtes et chambres d'hôtes se trouvent en plusieurs catégories, toujours dans un cadre très calme et vert.
Activités sportives ne manquent pas, de beaux circuits de balades, randonnée pédestre, cheval ou vélo sur chemins balisés.
Entre les circuits des Bastides, les rives du Lot et la route du Pruneau, il y a possibilité de jouer au golf à 5 min "Golf de Barthe" à Tombebœuf, faire des sports nautiques ou louer un bateau sur le Lot, jouer au tennis, découvrir le patrimoine historique et la gastronomie gasconne (Cuisine gasconne).